# Жан Мікаель Сері
Жан Мікае́ль Сері́ (фр. Jean Michaël Seri, нар. 19 липня 1991, Гран-Беребі, Кот-д'Івуар) — івуарійський футболіст, центральний півзахисник англійського клубу «Галл Сіті» та національної збірної Кот-д'Івуару.

## Клубна кар'єра
У дорослому футболі дебютував 2008 року виступами за команду клубу «Африка Спортс», в якій провів один сезон.
Своєю грою за цю команду привернув увагу представників тренерського штабу іншого абіджанського клубу, «АСЕК Мімозас», до складу якого приєднався 2010 року.
2012 року перебрався до Португалії, уклав контракт з «Порту», у складі якого провів наступний рік своєї кар'єри гравця, граючи виключно за другу команду клубу. 
До складу «Пасуш ді Феррейра» приєднався 31 серпня 2013 року, уклавши з клубом трирічний контракт. У новій команді провів два сезони, зігравши у 54 матчах Прімейри.
Влітку 2015 року став гравцем французької «Ніцци». 

## Виступи за збірну
2014 року отримав свій перший виклик до національної збірної Кот-д'Івуару, у складі якої, втім, в офіційних матчах досі не дебютував. Лише 6 вересня 2015 в матчі відбору на Кубок африканських націй у 2017 році проти Сьєрра-Леоне (0:0) зіграв свій перший матч за збірну. 
У складі збірної був учасником Кубка африканських націй 2017 року у Габоні.
Наразі провів у формі головної команди країни 42 матчі, забив 4 голи.

## Титули і досягнення
- Володар Суперкубка Туреччини (1):

«Галатасарай»: 2019
Збірні
- Переможець Кубка африканських націй: 2024